# Cerradomys subflavus
Cerradomys subflavus é uma espécie de roedor da família Cricetidae. Pode ser encontrada na Argentina, Bolívia, Paraguai e Brasil.

## Etimologia
Cerradomys, em grego, rato do Cerrado. Subflavus, em latim, significa amarelo, nome atribuído por seus pelos com coloração de laranja pro marrom, próximo ao amarelo. Com o nomes populares de Rato do Mato ou Rato Arroz.

## Taxonomia e Evolução
A comunidade desses roedores é dominada por Cerradomys subflavus, que anteriormente era foi descrita por Weskler como Oryzomys subflavus. As oryzomyines formaram uma tricotomia constituída pelo gênero Nectomy, Sooretamys angouya, e um grupo monofilético bem suportado, correspondente às espécies de Cerradomys.
Dentro de Cerradomys, o clado formado por C. maracajuensis e C. marinhus é o grupo irmão das espécies remanescentes do gênero: um clado unindo C. scotti e um clado agrupando Cerradomys langguthi, Cerradomys vivoi e C. subflavus. A topologia deste último clado está bem resolvida, com Cerradomys langguthi emergindo como um táxon irmão para um grupo monofilético formado por C. subflavus e Cerradomys vivoi.

## Distribuição e Uso do Habitat
O Cerradomys subflavus é uma espécie distribuída na América do Sul com ocorre no Brasil, nas regiões do Nordeste, com exceção do Maranhão, Sudoeste, apenas em São Paulo e Minas Gerais, e Centro-Oeste, no extremo sul do Goiás.
Ao longo dessa território de distribuição, o Cerradomys subflavus ocorrem florestas úmidas de baixa altitude, manchas de floresta estacional semidecidual das terras altas brasileiras e na Mata Atlântica costeira, e no Cerrado, na floresta de galeria e na "cerradão". Todavia, a espécie pode ser encontrado em áreas agrícolas e pastagens, por trata-se de um animal adaptável as modificações do habitat, por fenômenos da natureza ou ações antrópicas.  

## Descrição
O Cerradomys subflavus é caracterizado por corpo e cauda de tamanho médio a grande, pesa cerca de 40 a 120 gramas e tem pés pequenos, cor dorsal do corpo grossa grisalho, cabeça cor acinzentado, pelos de coloração amarelo-amarronzado, corpo ventral cor acinzentado. Crânio com fossa rostral profunda ,fossa mesopterygoide com grandes e largas vacuidades esfenopalatinas (expondo fossos palatinos) profundos, estreitos e longos (poços palatinos posterolaterais complexos), tuba auditiva curta com uma lâmina óssea mediana distinta do canal carotídeo, um dígito cartilaginoso central de baculum distal reduzido.

## Ecologia e Comportamento
O Cerradomys subflavus é predominantemente uma espécie terrestre, embora possa eventualmente ser capturado em árvores.
O C. subflavus é um dos principais predadores de sementes de dicotiledôneas no Cerrado brasileiro, fazendo parte também da dieta de aves como a da Coruja-da-Igreja, Tyto alba, Scopoli, 1769